# 슈톨베르크 (작센안할트주)

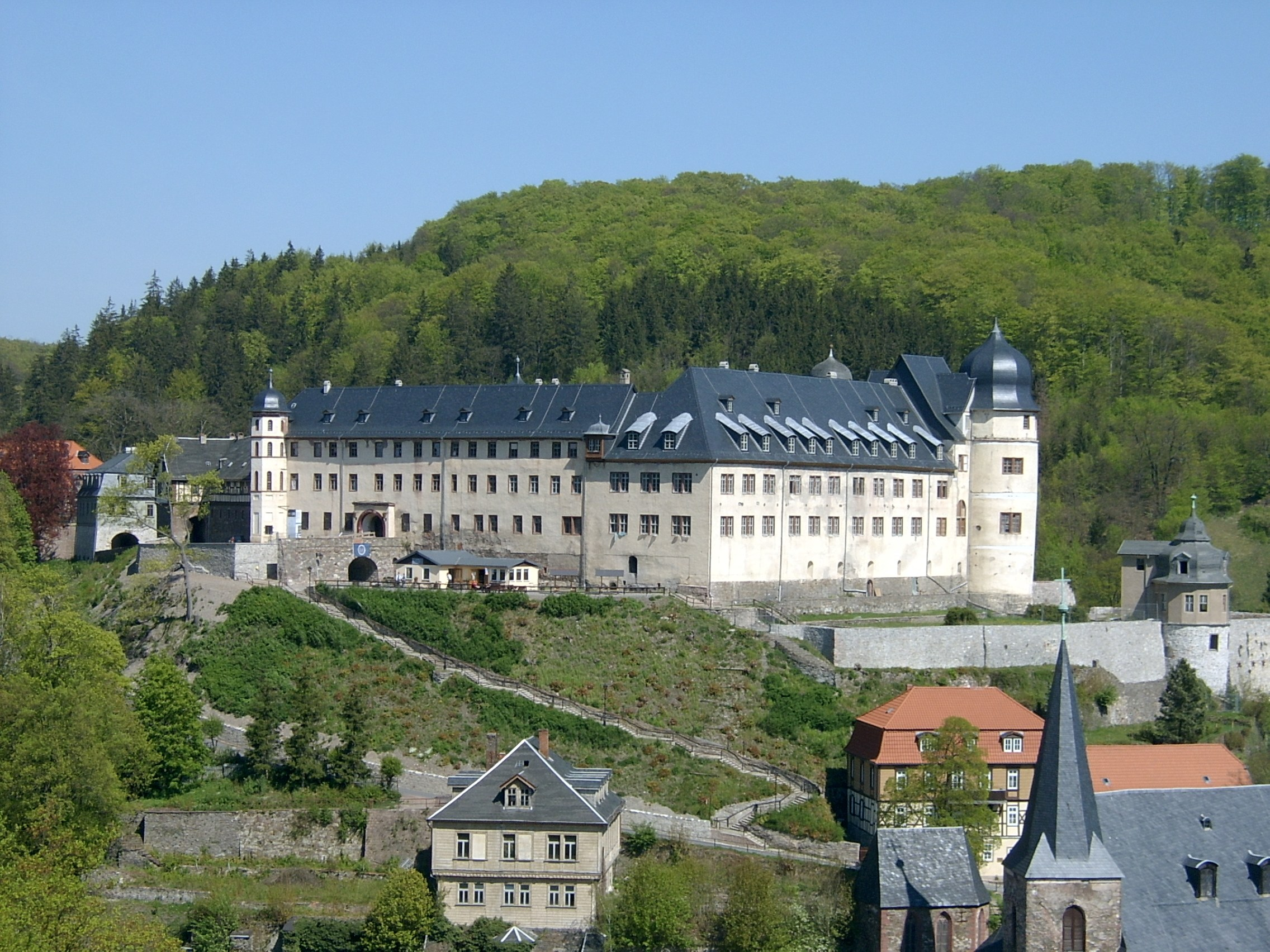
슈톨베르크

슈톨베르크(독일어: Stolberg)는 독일 작센안할트주에 위치한 도시로 면적은 67.52km2, 인구는 1,286명(2013년 12월 31일 기준), 인구 밀도는 19명/km2이다. 하르츠 산맥 남쪽에 자리잡고 있으며 장거하우젠에서 서쪽으로 27km, 노르트하우젠에서 북동쪽으로 13km 정도 떨어진 곳에 위치한다.